# Ankaray
Ankaray es el sistema de metro ligero de Ankara, Turquía. Fue la primera fase de la red moderna de sistema de transporte integrado de la ciudad, junto con el Metro de Ankara. 
Es operado por EGO, compañía de transporte público perteneciente a la municipalidad metropolitana de Ankara.

## Historia
La construcción de Ankaray comenzó en agosto de 1992. Fue construido por un consorcio liderado por Siemens entre 1992 y 1996. El sistema fue inaugurado el 30 de agosto de 1996, con 33 vehículos (3 trenes de 11 coches).

## Características
La línea circula entre AŞTİ (Ankara Şehirlerarası Terminal İşletmesi - Terminal de Buses Interurbanos de Ankara) y Dikimevi, con una distancia de 8,7 km, de los cuales 8 se encuentran en tramos subterráneos. La línea cuenta con 11 estaciones. La línea de Ankaray se encuentra en fase de ampliación (22 nuevos kilómetros) para alcanzar una capacidad de transporte de 25 000 pasajeros por hora/trayecto en 2015. En este proyecto de ampliación se incluye la estación Söğütözü que permitirá conectar el tren ligero con la línea (M2) Çayyolu Metrosu del Metro de Ankara.

## Estaciones
|                                 | Ankaray |  |  |  |  |  |              |
|                                 |         |  |  |  |  |  | Dikimevi     |
|                                 |         |  |  |  |  |  |              |
|                                 |         |  |  |  |  |  | Kurtuluş     |
|                                 |         |  |  |  |  |  |              |
|                                 |         |  |  |  |  |  |              |
|                                 |         |  |  |  |  |  |              |
|                                 |         |  |  |  |  |  | Kolej        |
|                                 |         |  |  |  |  |  |              |
|                                 |         |  |  |  |  |  | Kızılay      |
|                                 |         |  |  |  |  |  |              |
|                                 |         |  |  |  |  |  |              |
|                                 |         |  |  |  |  |  |              |
|                                 |         |  |  |  |  |  | Demirtepe    |
|                                 |         |  |  |  |  |  |              |
|                                 |         |  |  |  |  |  | Maltepe      |
|                                 |         |  |  |  |  |  |              |
|                                 |         |  |  |  |  |  | Anadolu      |
|                                 |         |  |  |  |  |  |              |
|                                 |         |  |  |  |  |  |              |
|                                 |         |  |  |  |  |  |              |
|                                 |         |  |  |  |  |  | Beşevler     |
|                                 |         |  |  |  |  |  |              |
|                                 |         |  |  |  |  |  | Bahçelievler |
|                                 |         |  |  |  |  |  |              |
|                                 |         |  |  |  |  |  | Emek         |
|                                 |         |  |  |  |  |  |              |
|                                 |         |  |  |  |  |  | AŞTİ         |
|                                 |         |  |  |  |  |  |              |
|                                 |         |  |  |  |  |  | Söğütözü     |
|                                 |         |  |  |  |  |  |              |
|                                 |         |  |  |  |  |  |              |
|                                 |         |  |  |  |  |  |              |
|                                 |         |  |  |  |  |  |              |
| Esta caja: ver discusión editar |         |  |  |  |  |  |              |

## Vehículos
Los vehículos de Ankaray son de AnsaldoBreda. Tienen un límite de velocidad operacional de 80 km/h y están equipados con freno regenerativo. Tiene 11 trenes en circulación de tres coches cada uno. Cada tren tiene una longitud total de 77 metros y capacidad máxima de 600 pasajeros.